# Margaret Nolan
Margaret Ann Nolan (Hampstead, 29 de octubre de 1943-Belsize Park, 5 de octubre de 2020) fue una actriz, modelo de glamour y artista visual inglesa. Conocida principalmente por sus apariciones en Goldfinger y A Hard Day's Night y seis películas de Carry On y también apareció regularmente en la pantalla desde la década de 1960 hasta la de 1980.

## Primeros años
Nolan nació en Hampstead, Londres. Su padre Jack era un secretario del ejército irlandés y su madre Molly era una enfermera inglesa. Pasaron la Segunda Guerra Mundial en el condado de Waterford en Irlanda hasta que terminó la guerra en 1945. Nolan comenzó a formarse como maestra, pero comenzó a salir con Tom Kempinski, que actuaba en el National Theatre en ese momento, quien la convenció de comenzar una carrera en la actuación.

## Carrera

### Carrera en modelaje
Nolan comenzó su carrera como modelo. Cuando su carrera como modelo de glamour despegó, fue brevemente conocida como Vicky Kennedy a principios de la década de 1960.

### Carrera en actuación
Nolan volvió a su nombre de nacimiento tan pronto como fue llamada para papeles de actuación; apareciendo en numerosos programas de televisión, producciones teatrales y películas. Estas últimas incluyeron A Hard Day's Night con The Beatles, Ferry Cross the Mersey con Gerry and the Pacemakers, y Three Rooms in Manhattan de Marcel Carné. Nolan también apareció en uno de los primeros episodios de la serie de televisión El Santo con Roger Moore.
En 1964, Nolan interpretó el papel de Dink, masajista de Bond, en la película de James Bond Goldfinger. También estaba pintada de oro y vestía un bikini dorado para la secuencia del título, los anuncios y la portada de la banda sonora de Robert Brownjohn (no Shirley Eaton como en la narrativa de la película). Esto llevó a fotografías en la edición de James Bond's Girls de la revista Playboy de noviembre de 1965. En la película de 1971 Carry On at Your Convenience, el compositor Eric Rogers hizo referencia a la afiliación de Nolan con Goldfinger usando un motif de tres notas en un primer plano de ella. Nolan apareció en la portada de las versiones estadounidense y británica del libro de 2005 Robert Brownjohn: Sex and Typography. En 2012, Nolan dio su primera entrevista sobre sus experiencias como modelo. Cuando se le preguntó si las imágenes liberan o celebran la feminidad, Nolan respondió que:

Celebra la forma física. Si hubiera estado desnuda, podría haber sido por la liberación porque hasta ese momento no habrías visto a una mujer desnuda en una cosa públicamente visible como esa. Podría haber sido muy pretenciosa y decir que esto es liberador. Pero como estaba disfrazada de todos modos, no tuve esa sensación.

Se convirtió en el primer título de película que se exhibió en una instalación en el MoMA, Nueva York (2012).
Al aparecer en la obra teatral She's Done It Again de Michael Pertwee en 1969 en el Garrick Theatre de Londres, Nolan fue descrita como una combinación de «... una larga lista de atracciones físicas con un talento que ha contribuido al éxito de muchas películas y obras de televisión ...». Fue conocida por cinco series de la BBC con Spike Milligan y en 2013 publicó un breve ensayo sobre su tiempo trabajando con él. Nolan dio una lectura en vivo del trabajo en la Poetry Society en Covent Garden, revisado por What's On London como una «memoria profundamente personal ... su actuación simplemente mágica». Habló de su conciencia del carácter depresivo de Milligan pero también de su amistosa relación laboral; señalando que «profesionalmente, me enseñó que el tiempo es lo que hace que las cosas sean divertidas. El tiempo es crucial ...». Nolan recibió papeles más importantes en varias películas de Carry On de la década de 1970, y sobre todo en Carry On Girls. En la escena en Carry On Girls donde una mujer en traje de baño de una pieza estornuda y abre dos botones de su atuendo (revelando la mayoría de sus pechos), la mujer es Nolan. La misma película contiene la secuencia de Nolan (en un bikini plateado) y Barbara Windsor peleando en el piso de un hotel.
Nolan también apareció en el teatro serio, motivado por temas políticos. En 2011, el trabajo de Nolan como actriz de comedia fue reconocido con su nombre siendo incluido en la instalación Comedy Carpet de Gordon Young frente a la Blackpool Tower. También en 2011, Nolan volvió a la pantalla después de un intervalo de casi tres décadas. Protagonizó un papel especialmente escrito para ella por Ann Cameron, en The Power of Three de Yvonne Deutschman.
En 2019, Edgar Wright la eligió para su próxima película de 2021 Last Night in Soho.

### Carrera como artista visual
Como artista visual, Nolan produjo montajes fotográficos gráficos y, a veces, grotescos, ensamblados a partir de recortes de sus primeras fotografías publicitarias. Estas piezas se refieren a «un diálogo único y personal intrínsecamente relacionado con la visión de una mujer y cómo se ve a una mujer». Expuso en Londres en lugares como Brick Lane Gallery (2009), The Misty Moon Gallery (2013) y Gallery Different (2013), mientras que Kemistry Gallery posee una serigrafía.
En 2009, las primeras tomas publicitarias de Nolan inspiraron serigrafías del artista de graffiti con sede en Brighton Hutch. El trabajo de Nolan en fotomontaje también fue seleccionado para la portada de la revista de poesía Playerist (No. 2, 2012). En 2013, sus obras de arte presentadas en la exposición grupal equals: exploring feminism through art and conversation en Blankspace Manchester; el comunicado de prensa que cita que: «Su voz acompaña el debate universal sobre las jerarquías sociosexuales en la era de los medios de comunicación masivos».

## Vida personal y muerte
Nolan se casó con el dramaturgo inglés Tom Kempinski en 1967 y se divorció en 1972. Tuvo dos hijos.
Nolan murió de cáncer el 5 de octubre de 2020 en su casa de Belsize Park, Londres, a los setenta y seis años.

## Filmografía
Fuentes:

### Cine
| Año  | Título                                                                  | Papel                | Notas               |
| ---- | ----------------------------------------------------------------------- | -------------------- | ------------------- |
| 1960 | Vertigo                                                                 | Vicki                |                     |
| 1962 | One Track Mind                                                          | Girl                 |                     |
| 1964 | The Four Poster                                                         | Girl                 |                     |
| 1964 | It's a Bare, Bare World!                                                | Vicki                | [ 2 ]               |
| 1964 | Saturday Night Out                                                      | Julie                |                     |
| 1964 | A Hard Day's Night                                                      | Chica en casino      |                     |
| 1964 | The Beauty Jungle                                                       | Caroline             |                     |
| 1964 | Goldfinger                                                              | Dink                 |                     |
| 1964 | Ferry Cross the Mersey                                                  | Norah                |                     |
| 1965 | Three Rooms in Manhattan                                                | June                 |                     |
| 1965 | Carry On Cowboy                                                         | Miss Jones           |                     |
| 1966 | Promise Her Anything                                                    | Mail-Order Film Girl |                     |
| 1966 | The Great St Trinian's Train Robbery                                    | Susie Naphill        |                     |
| 1967 | Bikini Paradise                                                         | Margarita            | [ 28 ]              |
| 1968 | Witchfinder General                                                     | Chica en posada      |                     |
| 1968 | Don't Raise the Bridge, Lower the River                                 | Enfermera de Spink   |                     |
| 1969 | Can Heironymus Merkin Ever Forget Mercy Humppe and Find True Happiness? | Little Assistance    |                     |
| 1969 | Crooks and Coronets                                                     | Girlfriend           |                     |
| 1969 | The Best House in London                                                | Prostituta tetona    |                     |
| 1970 | Toomorrow                                                               | Johnson              |                     |
| 1971 | Carry On Henry                                                          | Chica rolliza        |                     |
| 1971 | Carry On at Your Convenience                                            | Popsy                |                     |
| 1972 | Frenesí                                                                 | Mujer joven          | Escena eliminada    |
| 1972 | Carry On Matron                                                         | Mrs. Tucker          |                     |
| 1973 | No Sex Please, We're British                                            | Barbara              |                     |
| 1973 | Carry On Girls                                                          | Dawn Brakes          |                     |
| 1974 | Carry On Dick                                                           | Lady Daley           |                     |
| 1983 | Positions of Power                                                      | Elizabeth Nihell     |                     |
| 1986 | Sky Bandits                                                             | Camarera             |                     |
| 2011 | The Power of Three                                                      | Dame Margaret        | [ 3 ]               |
| 2021 | Last Night in Soho                                                      | Camarera sabia       | Lanzamiento póstumo |

### Televisión
- El Santo – "Iris" (1963)
- ITV Play of the Week – "Deep and Crisp and Stolen" (1964)
- Buddenbrooks – "Lengthening Shadows" (1966)
- 199 Park Lane – (3 episodios) (1965)
- Danger Man – "Parallel Lines Sometimes Meet" (1965)
- The Bed-Sit Girl – (1 episodio) (1966)
- Thirty-Minute Theatre – "The Enchanted Night" (1966)
- The World of Wooster – "Jeeves Exerts the Old Cerebellum" (1966)
- Adam Adamant Lives! – "More Deadly than the Sword" (1966)
- On the Margin – (1 episodio) (1966)
- Hugh and I – "Goodbye Dolly" (1966)
- Theatre 625 – "A Man Like That" (1966)
- The Newcomers – (17 episodios) (1966)
- Take a Pair of Private Eyes – (3 episodios) (1966)
- Armchair Theatre – "Compensation Alice" (1967)
- After Many a Summer (telefilme) (1965)
- The Des O'Connor Show (1967)
- The Wednesday Play [1] – "Death of a Private" (1967)
- The Morecambe and Wise Show (ATV) (1967)
- Ooh La La! – "All Night Sitting" (1968)
- Nearest and Dearest – "Take a Letter" (1968)
- Mystery and Imagination – "Dracula" (1968)
- The World of Beachcomber – (4 episodios) (1968–1969)
- World in Ferment – (1 episodio) (1969)
- Run a Crooked Mile (telefilme) (1969)
- The Adventures of Don Quick – "The Benefits of Earth" (1970)
- Brian Rix Presents... – (3 episodes) (1970–1971)
- The Persuaders! – "Element of Risk" (1971)
- Mr. Tumbleweed (1971)
- Budgie – (3 episodios) (1971–1972)
- Steptoe and Son – "A Star is Born" (1972)
- Funny You Should Say That – (1 episodio) (1972)
- New Scotland Yard – "Evidence of Character" (1972)
- My Wife Next Door – "Pregnant Moment" (1972)
- Whatever Happened to the Likely Lads? – "I'll Never Forget Whatshername" (1973)
- The Moon Shines Bright on Charlie Chaplin (telefilme) (1973)
- Last of the Summer Wine – "Pâté and Chips" (1973)
- Black and Blue – "The Middle-of-the-Road Roadshow for All the Family" (1973)
- Men of Affairs – "Horseface" (1973)
- Crown Court – "A Crime of Passion: Regina v Ager and Lanigan" (1973)
- Late Night Drama – "M + M" (1974)
- The Sweeney – "Thin Ice" (1975)
- Q6 – (3 episodios) (1975)
- I Didn't Know You Cared – "The Way My Wife Looks at Me" (1976)
- Fox – (3 episodios) (1980)
- Retorno a Brideshead – "The Bleak Light of Day" (1981)
- Charlie Was a Rich Man (telefilme) (1981)
- Crossroads: King's Oak – (1 episodio) (1983)[29]
- Crown Court – "Sword in the Hand of David: Part 1" (1983)
- Carry On Forever (ITV3) (2015)